# NGC 615
NGC 615 ist eine Spiralgalaxie vom Hubble-Typ Sb im Sternbild Walfisch südlich der Ekliptik. Sie ist schätzungsweise 83 Millionen Lichtjahre von der Milchstraße entfernt und hat einen Durchmesser von etwa 65.000 Lichtjahren. Sie gilt als Mitglied der acht Galaxien umfassenden NGC 584-Gruppe (LGG 27).
Im selben Himmelsareal befinden sich u. a. die Galaxien NGC 586, NGC 596, NGC 600.
Das Objekt wurde am  10. Januar 1785 von dem deutsch-britischen Astronomen Wilhelm Herschel entdeckt.